# Лајош Енглер
Лајош Лала Енглер (Батосек, 20. јун 1928 — Зрењанин, 1. мај 2020) био је југословенски и српски кошаркаш и педагог. Наступао је за кошаркашку репрезентацију Југославије.

## Каријера
Каријеру је започео у зрењанинском Пролетеру, који се тада такмичио у Првој лиги Југославије. Године 1948. прешао је у београдски Партизан, где је играо све до 1953. године, а наредне године се вратио у Пролетер где је завршио каријеру, 1963. године.
Са Пролетером је освојио првенство Југославије у сезони 1956. Енглер је био члан познате „Пролетерове петорке” коју су поред њега чинили Милутин Миња, Љубомир Катић, Душан Радојчић и Вилмош Лоци.
Био је члан репрезентације Југославије на Светском првенству у кошарци одржаном 1950. године у Буенос Ајресу, где је на три утакмице просечно бележио један поен по мечу. На Европском првенству у кошарци 1953. одржаном у Москви, Енглер је за репрезентацију Југославије бележио просечно 6,5 поена на осам утакмица, а на Светском првенству 1954. у Рио де Жанеиру 5,8 поена на пет утакмица. Енглер је за репрезентацију Југославије учествовао и на Европском првенству у кошарци 1957. одржаном у Софији, где је бележио просечно 4,8 поена на девет одиграних утакмица. Укупно је одиграо 78 утакмица за национални тим Југославије.
Након што је завршио кошаркашку каријеру био је наставник немачког језика у Зрењанинској гимназији. Преминуо је 1. маја 2020. године у Зрењанину.

## Награде и признања
- Шампион Прве лиге Југославије: 1 (са Пролетером Зрењанин: 1956).
- Плакета Кошаркашког савеза Србије (2016)[10]
- Награда за животно дело Спортског савеза града Зрењанина (2017)[11]

## У популарној култури
- У филму Бићемо прваци света из 2015. године, Енглера је глумио Лазар Јованов.[12]
- У документарном филму Шампиони из 1956. године (2016), представљена су Енглерова достигнућа, као и достигнућа зрењанинског Пролетера, када су освојили првенство Југославије 1956. године.[13][14][15]